# Чхве Чом Хван
Чхве Чом Хван (кор. 최점환; род. 9 июня 1963) — южнокорейский боксёр, представитель минимальной и первой наилегчайшей весовых категорий. Выступал на профессиональном уровне в период 1983—1990 годов, владел титулами чемпиона мира по версиям IBF и WBC.

## Биография
Чхве Чом Хван родился 9 июня 1963 года.
Дебютировал в боксе на профессиональном уровне в марте 1983 года, выиграв у своего соперника нокаутом во втором раунде. Выступал исключительно на домашних рингах Южной Кореи, в течение полутора лет одержал в общей сложности 12 побед, не потерпев при этом ни одного поражения, в том числе завоевал и защитил титул национального чемпиона в первой наилегчайшей весовой категории.
Благодаря череде удачных выступлений в 1984 году удостоился права оспорить титул чемпиона мира в первом наилегчайшем весе по версии Международной боксёрской федерации (IBF), который на тот момент принадлежал филиппинцу Доди Бою Пеньялосе. Противостояние между ними состоялось на Филиппинах и продлилось все отведённые 15 раундов, в итоге судьи единогласным решением отдали победу Пеньялосе, сохранив за ним чемпионский пояс, а Чхве таким образом потерпел первое в профессиональной карьере поражение.
Несмотря на проигрыш, Чхве Чом Хван продолжил активно выходить на ринг, одержал две победы в рейтинговых боях и в 1986 году получил ещё один шанс выиграть титул чемпиона мира IBF в первом наилегчайшем весе, ставший к тому времени вакантным. Он победил единогласным решением соотечественника Пак Чо Вуна и забрал чемпионский пояс себе.
Сумел три раза защитить полученный пояс чемпиона, лишившись его только в ноябре 1988 года в результате проигрыша по очкам филиппинцу Тейси Макалосу.
В ноябре 1989 года Чхве спустился в минимальную весовую категорию и завоевал титул чемпиона мира по версии Всемирного боксёрского совета (WBC), выиграв техническим нокаутом в двенадцатом раунде у тайца Напы Киатванчая. Однако оставался чемпионом не долго, уже в рамках первой защиты в феврале 1990 года на вечере бокса в Японии был нокаутирован местным японским боксёром Хидэюки Охаси. На этом поражении принял решение завершить карьеру профессионального спортсмена.